# Callum Slattery
Callum Slattery (Kidlington, 8 februari 1999) is een Engels voetballer die als middenvelder voor Southampton FC speelt.

## Carrière
Callum Slattery speelde in de jeugd van Chelsea FC en Southampton FC. Hier debuteerde hij in het eerste elftal op 5 januari 2019, in de met 2-2 gelijkgespeelde bekerwedstrijd tegen Derby County FC. Hij speelde de hele wedstrijd. In de replay, die na penalty's werd verloren, viel hij in. Slattery maakte zijn competitiedebuut op 12 januari 2019, in de met 1-2 gewonnen uitwedstrijd tegen Leicester City FC. Na nog een invalbeurt, tegen Crystal Palace FC, mocht hij in de met 1-1 gelijkgespeelde uitwedstrijd tegen Burnley FC de hele wedstrijd spelen. In het seizoen 2019/20 kwam hij niet in actie voor Southampton, en werd hij in de tweede seizoenshelft aan De Graafschap verhuurd.

### Statistieken
| Seizoen                         | Club            | Land           | Competitie     | Competitie | Competitie | Beker | Beker | Totaal | Totaal |
| Seizoen                         | Club            | Land           | Competitie     | Wed.       | Dlp.       | Wed.  | Dlp.  | Wed.   | Dlp.   |
| ------------------------------- | --------------- | -------------- | -------------- | ---------- | ---------- | ----- | ----- | ------ | ------ |
| 2018/19                         | Southampton FC  | Engeland       | Premier League | 3          | 0          | 2     | 0     | 5      | 0      |
| 2019/20                         | Southampton FC  | Engeland       | Premier League | 0          | 0          | 0     | 0     | 0      | 0      |
| 2019/20                         | → De Graafschap | Nederland      | Eerste divisie | 5          | 1          | 0     | 0     | 5      | 1      |
| 2020/21                         | Southampton FC  | Engeland       | Premier League | 0          | 0          | 0     | 0     | 0      | 0      |
| Carrièretotaal                  | Carrièretotaal  | Carrièretotaal | Carrièretotaal | 8          | 1          | 2     | 0     | 10     | 1      |
| Bijgewerkt t/m 23 november 2020 |                 |                |                |            |            |       |       |        |        |